# Collège Jean-de-Brébeuf
Pour les articles homonymes, voir Saint Jean et Brébeuf.
Le collège Jean-de-Brébeuf est un collège privé d'origine jésuite d'enseignement secondaire et collégial francophone fondé en 1928 à Montréal (Canada) par des missionnaires chrétiens.
En 1968, le collège est devenu partiellement mixte ; le collège éduquait auparavant uniquement des garçons de la 1re année à la 4e du secondaire jusqu'en 1968 . Le collège offre des cours dans différents pavillons pour les filles et les garçons. À partir de 1969, les cours de 5e secondaire et de niveau collégial sont mixtes.

## Histoire

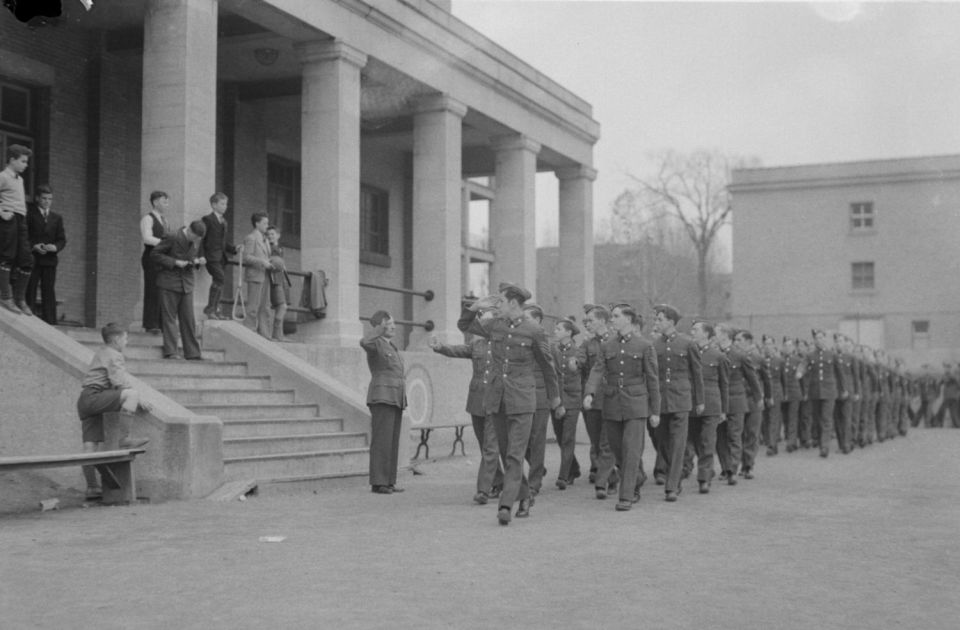
Des cadets de l'air du collège Jean-de-Brébeuf durant la Seconde Guerre mondiale.

Le nom du collège honore le missionnaire jésuite Jean-de-Brébeuf (1593-1649), l'un des saints martyrs canadiens, qui était en instance de canonisation lorsque le nom fut choisi en août 1927 ; il sera canonisé le 29 juin 1930.
À l'origine, le collège offrait le collège classique aux garçons. Fondé par des pères de la Compagnie de Jésus qui y assumèrent longtemps l'enseignement, il est aujourd'hui entre les mains de professeurs laïcs (depuis 1986). Le dernier jésuite à y enseigner fut le père Louis Bourgeois, en 2005. Quelques pères y œuvrent toujours, deux pères de la Compagnie de Jésus siègent au conseil d'administration de la corporation du collège.
Il est l'un des très rares collèges au Québec qui offre la possibilité d’effectuer sept années d'études au sein du même établissement. Le « conventum » est le nom donné à la cohorte ayant complété un tel cycle.

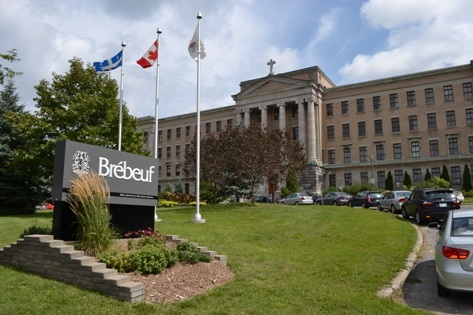
Le collège est situé sur le chemin de la Côte-Sainte-Catherine, à Montréal.

Le collège Jean-de-Brébeuf accueille les filles en 1re secondaire depuis le mois d'août 2013, dans le même bâtiment mais dans un pavillon distinct de celui des garçons, le pavillon Vimont « Par choix pédagogique et pour conserver l’héritage de l’établissement ». Garçons et filles du secondaire occupent néanmoins les mêmes espaces communs tels la nouvelle bibliothèque et la cafétéria et se côtoient lors de sorties récréatives et culturelles. Les cours de 5e secondaire et de niveau collégial sont mixtes. Le collège est aussi l'un des derniers établissements de la province à enseigner le latin. [réf. souhaitée]
L'établissement arrivait premier ou premier ex æquo lorsque le palmarès des meilleures écoles secondaires québécoises de la revue L'Actualité était publié. Aux épreuves uniques du ministère de l'Éducation, du Loisir et du Sport (MELS), le collège Jean-de-Brébeuf se classe parmi les meilleures institutions au Québec. En juin 2013, le collège Jean-de-Brébeuf est au 1er rang provincial avec 100 % de taux de réussite et la moyenne aux examens la plus élevée soit 87,4 %. La devise du collège, en latin, « Viam veritatis elegi » signifie « J'ai choisi le chemin de la vérité. » Le collège Jean-de-Brébeuf offre un programme de bourses pour ceux et celles qui autrement ne pourraient pas y étudier.

## Programmes offerts
Trois profils d'études sont offerts au secondaire : le profil langue et civilisation latines, le profil concentration-sports (depuis 2010, à ne pas confondre avec sport-études) et le profil international (depuis 2012).
Au collégial, plusieurs programmes préuniversitaires sont offerts :
- Baccalauréat international (BI)[3] ;
- DEC - Arts, lettres et communication ;
- DEC - Sciences humaines ;
- DEC - Sciences de la nature ;
- DEC - Sciences, lettres et arts ;
- Double DEC avec musique (en collaboration avec l'École de Musique Vincent-d'Indy).

Le collège Jean-de-Brébeuf est membre de l'Organisation du baccalauréat international (OBI), offre le Programme d'éducation intermédiaire (PÉI) au secondaire depuis 2012 et offre le programme du diplôme du BI au collégial depuis 1982.

## Association étudiante
Le collège a comme association étudiante l'Association générale étudiante du collège Jean-de-Brébeuf (AGEB). L'AGEB comporte 7 membres élus (président, vice-président, trésorier, conseiller culturel, conseiller pédagogique et conseiller aux communications, conseiller environnemental) qui ont un mandat d'un an. Ils organisent des événements et des activités afin d'enrichir la vie étudiante et parascolaire.

## Sports

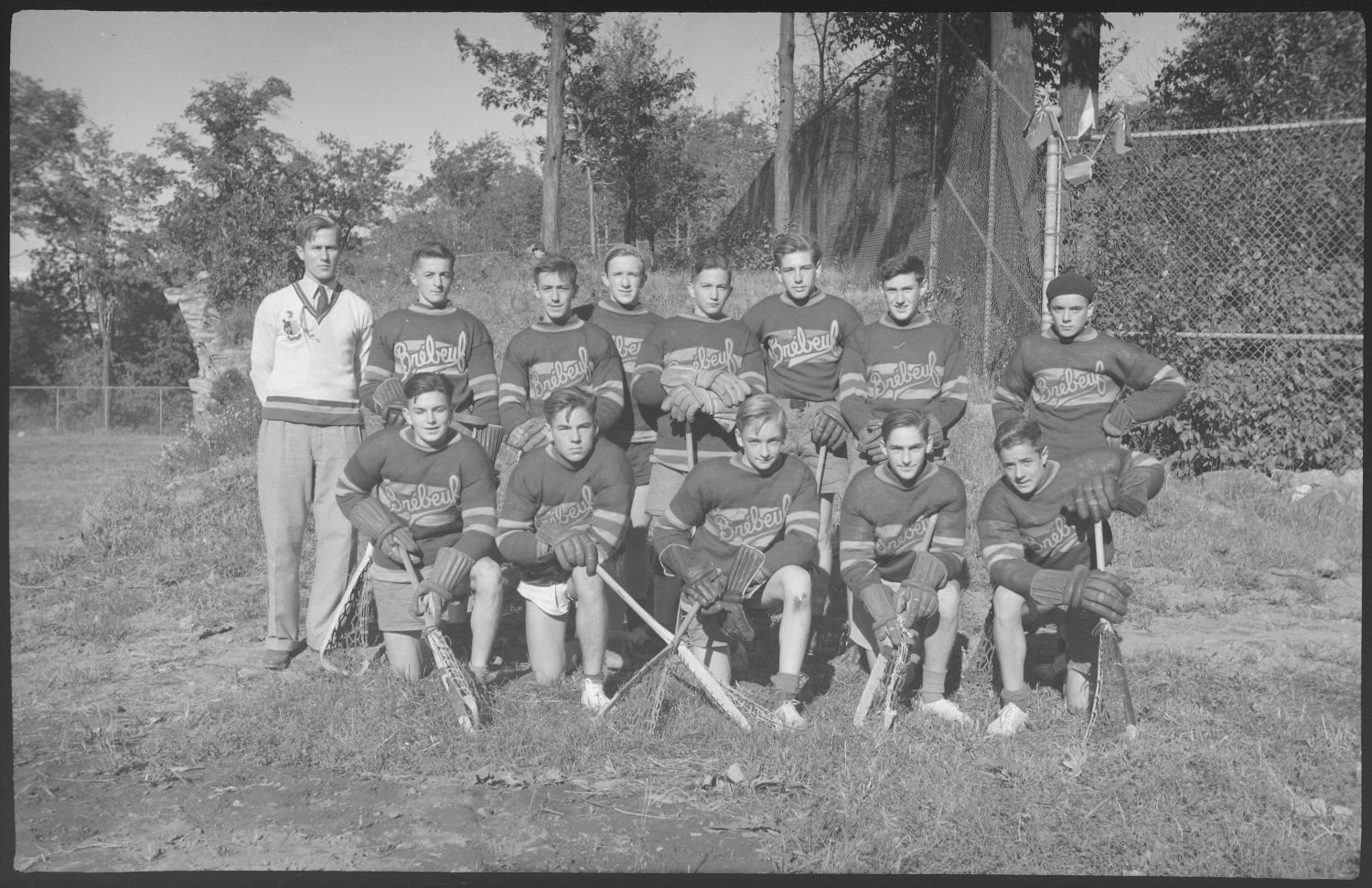
L'équipe de crosse en 1937

Le complexe sportif du collège, le pavillon Coutu, a été inauguré en 2010. Un nouveau terrain multi-sports à surface synthétique pour la rentrée 2014-2015.
L'équipe collégiale se nomme les Dynamiques.
Plusieurs sports s'offrent aux élèves, dont notamment les équipes parascolaires élites. Les sports élites sont composés de rugby masculin (15), le soccer, le basket-ball, le volley-ball, le hockey, l'escrime, le flag football féminin, l'athlétisme et la crosse.

## Anciens élèves
Selon la radio et télévision canadienne, en 2016, c'est l'institution secondaire et le cégep qui a produit le plus grand nombre de premiers ministres canadiens au pays, ainsi que plusieurs premiers ministres du Québec et d'autres personnalités.
Politique
- Marc-André Blanchard, André Boisclair, Robert Bourassa, Pierre Bourgault, Michel Chartrand, Michelle Courchesne, Yves Gabias, Paul Gérin-Lajoie, David Heurtel, Pierre Marc Johnson, Serge Joyal, Camille Laurin, Denis Lazure, Pierre Renaud, Guy Rivard, Justin Trudeau, Pierre Elliott Trudeau, Laurin Liu, Pierre Karl Péladeau, Francine Ruest-Jutras, Yahya Tazi Hemida

Arts et spectacles
- Paul Ahmarani, David Altmejd, Louis Archambault, Sébastien Benoît, François Bourassa, Gregory Charles, Régine Chassagne du groupe Arcade Fire, Chuck Comeau, Michel Côté, Catherine De Léan, Julie-Anne Derome, Caroline Dhavernas, Xavier Dolan, Denise Ho, Justiciers masqués, Maurice Lemire, Philippe Lesage, Pierre Nadeau, Jean-Loup Pinard, Jean-François Pouliot, Patrice Sauvé, Julie Snyder, Cœur de pirate, Martin Villeneuve

Sciences
- Jean Coutu, Pierre Demers, Jacques Genest, Julie Hlavacek-Larrondo, Jacques Hurtubise (mathématicien), Alphonse Piché, Caroline Quach-Thanh, Hubert Reeves, Louis-Alphonse Venne, Dalbé Viau

Lettres
- Pierre Angers, Michel Beaulieu, André-Gilles Bourassa, Gaétan Brulotte, Jean-Charles Falardeau, Jacques Ferron, Guy Frégault, Jean-Louis Gagnon, Hector de Saint-Denys Garneau, Pierre de Grandpré, Laurent Mailhot, Norimitsu Onishi (journaliste), André Pratte, Louis-Bernard Robitaille, Michel Roy (journaliste), Matthieu Simard, Paul Toupin, Pierre Trottier, Pierre Vadeboncœur

Justice
- Bernard Amyot, Philippe H. Bélanger, Pierre Béliveau, Michel Clair, Yvon Côté, Michel Vennat, Marc-André Blanchard, Clément Gascon, Richard Wagner (juge)

Divers
- Patrice Roy, Pierre Boivin, Gilles Lamontagne, Georges Laraque

## Prix de la relève
Afin d’encourager et d’honorer les anciens étudiants du Collège dont les actions, l’implication, la détermination et le rayonnement se reflètent sur toute la communauté, le collège décerne annuellement les prix de la relève.

### 2001
- André Boisclair, D.E.C. 1985, politicien
- Sarah-Jeanne Salvy, D.E.C. 1996, psychologue, initiatrice d’un réseau multidisciplinaire pancanadien sur l’anorexie
- André Turpin, D.E.C. 1984, cinéaste

### 2002
- Pascal Charbonneau, D.E.S. 2000, champion canadien d’Échecs
- Gregory Charles, D.E.C. 1987, artiste
- Hélène V. Gagnon, D.E.C. 1989, directrice, affaires publiques et communications Bombardier

### 2003
- Marc-André Blanchard, D.E.C. 1985, avocat chez McCarthy Tétrault et président du parti Libéral du Québec
- Marie-Claude Grégoire, D.E.C. 1993, pédiatre à l’hôpital Sainte-Justine, spécialisée en soins palliatifs, bénévole active dans les sports
- Jean-François Pouliot, D.E.C. 1976, cinéaste

### 2004
- Evelyne de la Chenelière, D.E.C. 1994, auteure et comédienne
- Louis-Michel Élie, D.E.C. 1986, psychiatre spécialisé en gériatrie au centre hospitalier de St.-Mary
- Patrice Roy, D.E.C. 1983, journaliste et courriériste parlementaire

### 2005
- Charles-André Comeau, D.E.C. 1998, membre du groupe Simple Plan
- Dominique Henri, D.E.C. 2001, boursière Rhodes
- François Richer, D.E.C. 1975, chercheur en neuropsychologie UQAM et CHUM

### 2006
- Michel Boulos, D.E.C. 1991, grand escrimeur olympien, participation aux jeux olympiques de 2004,athlete prodigieux
- Bernard Duhaime, D.E.C. 1993, avocat, professeur à l'UQAM et cofondateur de la Clinique internationale de défense des droits humains de l’UQAM
- Julie Snyder, D.E.C. 1986, animatrice et productrice

### 2007
- Ugo Dionne, . D.E.C. 1990, président et copropriétaire de Synesis Formation et fondateur de Bénévoles d'Affaires
- Julie Latour, . D.E.C. 1982, avocate et vice-présidente - Affaires juridiques, Loto-Québec et Filiales
- Pierre Messier, . D.E.C. 1995, urgentologue, Cité de la Santé de Laval

### 2008
- Éric Boyko, . D.E.C. 1989, associé et fondateur, Stingray
- Annie Lemieux, . D.E.C. 1990, vice-présidente développement, LSR Développement inc.
- Alexis Martin, . D.E.C. 1983, écrivain, metteur en scène, traducteur et acteur

### 2009
- Philippe Beaudry, . D.E.C. 2006, Escrimeur et olympien
- Valérie Marcil, . D.E.C. 1996, Docteure en nutrition et chercheuse clinique

### 2010
- Pierre Gill, D.E.C. 1984, Directeur de la photographie et réalisateur
- Pierre-Étienne Simard, . D.E.C. 1998, Vice-président affaires stratégiques et juridiques

### 2011
- Florent Moser, DEC 1998, promoteur immobilier
- Simon Castonguay, BI 2001, directeur juricomptabilité, KPMG
- Niels Schneider, DEC 2006, acteur (Virginie, Les amours imaginaires)

### 2012
- Alexandre Trudeau, BI 1992, réalisateur de films documentaires et journaliste indépendant
- Horia Bundaru, BI 2001, avocat, Norton Rose Fulbright
- Fabrice Vil, DEC 2003, président, Pour trois points

### 2013
- Louise Archambault, DEC 1989, cinéaste et réalisatrice
- Adrian Veres, BI 2008, doctorant au Harvard Medical School (MD-PhD)

### 2014
- Régine Chassagne, DEC 1995, musicienne multi-instrumentiste et chanteuse
- Jean-Daniel Duhaime, DEC 1995, médecin urgentiste et professeur adjoint de clinique à l'université de Montréal

### 2015
- Melissa Mongiat, DEC 1997, artiste et entrepreneuse art urbain et interactif
- Julien Pichette, DEC 2003, chercheur en imagerie médicale

### 2016
- Karim Abouzeid, DEC 2002, entrepreneur et homme d'affaires
- Fanny Britt, DEC 1996, romancière, essayiste, dramaturge et auteure jeunesse

### 2017
- Arielle Beaudin, DEC 2007, entrepreneuse
- Julie Hlavacek-Larrondo, DEC 2004, astrophysicienne et professeure de physique à l'université de Montréal
- Geneviève Leclair, DEC 2002, chef d'orchestre et professeure adjointe au Berklee College of Music
- Joseph Polossifakis, DEC 2009, escrimeur et médaillé d'argent aux Jeux panaméricains 2015 de Toronto